# Geloina
Geloina là một chi động vật thân mềm hai mảnh vỏ trong họ Cyrenidae.

## Các loài
- Geloina bengalensis
- Geloina bernardiana
- Geloina coaxans
- Geloina divaricata
- Geloina expansa
- Geloina mactraeformis
- Geloina moerchiana
- Geloina nitida
- Geloina oviformis
- Geloina papua
- Geloina schepmani
- Geloina triangularis
- Geloina vanikorensis